# Mesoleptus palpator
Mesoleptus palpator är en stekelart som beskrevs av Schiodte 1839. Mesoleptus palpator ingår i släktet Mesoleptus och familjen brokparasitsteklar. Inga underarter finns listade i Catalogue of Life.